# أولجا كنوبلاخ فولف
أولجا كنوبلاخ فولف Olga Knoblach-Wolf (ولدت في 9 يونيو 1923 في إحدى ضياع الفاكهة في أنسباخ في فرانكن الوسطى – وماتت في 11 يوليو 2008 في لور على الماين) هي كاتبة ورسامة ألمانية.
انتقلت عائلتها في عام 1933 إلى جيموندن. وبعد المدرسة الأساسية التحقت بمدرسة بنات المنزل المسيحية في فورتسبورج وهي تابعة لطائفة الفرنسيسكان في لور. ولكنها لم ترد أبدا أن تكون راهبة.
بدأ طريقها في مدرسة الفن في فورتسبورج لدى هاينر ديكرايتر، وكانت خطوتها التالية هي أكاديمية الفن في ميونخ، ولكن الأب رفض الطريق الفني وطلب منها دراسة الرسم التقني.
تزوجت أولجا في عام 1946 من أنتون كنوبلاخ وأنجبت ابنها راينر في عام 1947. ومثل العام 1969 وهو العام الذي أصيبت فيه بالسرطان تحولا في حياتها. وبدأت بداية جديدة. وفي السبعينات بدأت تهتم بالفلسفة خاصة أفلاطون ونيتشه، وعادت للرسم من جديد.
وقد حصلت في عامي 1986 و 1991 على الميدالية الشرفية من مدينة جيموندن.